# Fora de estrada

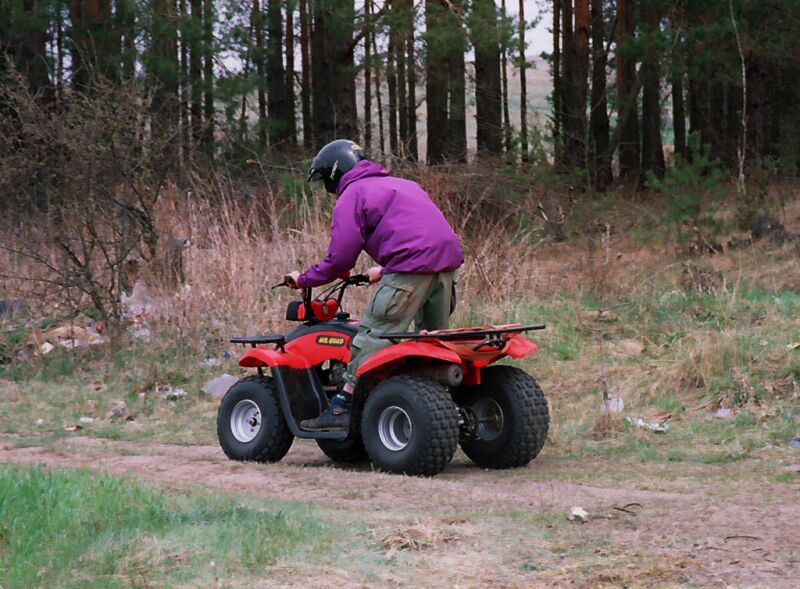
Moto quatro - Também conhecido como Quadriciclo ou simplesmente Quad.

Off-Road ou Todo-terreno (português europeu) ou Fora de estrada (português brasileiro) são termos que designam atividades variadas praticadas em locais desprovidos de estradas pavimentadas, calçadas ou de fácil acesso e trâmite. Geralmente os locais preferidos para prática do off-road são os mais distantes de cidades e desprovidos de infraestrutura urbana. O contato com a natureza é algo desejado e apreciado e o objetivo desta atividade é superar as dificuldades de acesso e transposição impostos pela natureza como por exemplo na forma de lama, pedras, erosões, subidas e descidas íngremes, neve, alagamentos, etc.
As práticas off-road pode ser consideras também, como defende alguns autores, como "A prática off-road pode ser considerada aquela que “utiliza veículos de duas, quatro ou mais rodas, cujos cenários são formados por pisos não pavimentados. Podem ser atividades de lazer, turismo, esportivas ou de trabalho” (ALMEIDA FILHO, 1997, p. 3) . Sobre a etimologia do termo, Vasconcelos & Casagrande (2013) citam, ainda, que a expressão off-road é originária do idioma inglês e, em tradução literal, significa “Fora de Estrada”, porém o termo pode ser encontrado em outros idiomas como “Todo Terreno” no português de Portugal, Tout Terrain no francês, ou Fuoristrada, no italiano. Em síntese, consideramos que o termo abarca práticas automobilísticas e/ou não-automobilísticas em vias e/ou trilhas não pavimentadas, ou seja, consideramos o off-road mais relacionado com o fato de ser praticado em vias não pavimentas do que em veículos motorizados (BRAGA et al., 2021). Porém, assim como Vasconcelos & Casagrande (2013) e Cucci & Alvarez (2004), reconhecemos que o termo off-road popularmente conecta-se a práticas esportivas e recreativas utilizando veículos de duas ou mais rodas como motocicletas, quadriciclos, automóveis e caminhões."
Atualmente o off road está associado à adrenalina e à velocidade pois as atividades mais comuns utilizam-se de veículos motorizados como motos, jeeps e camionetes, mas existem atividades off-road praticadas com cavalos, bicicletas e também a pé.

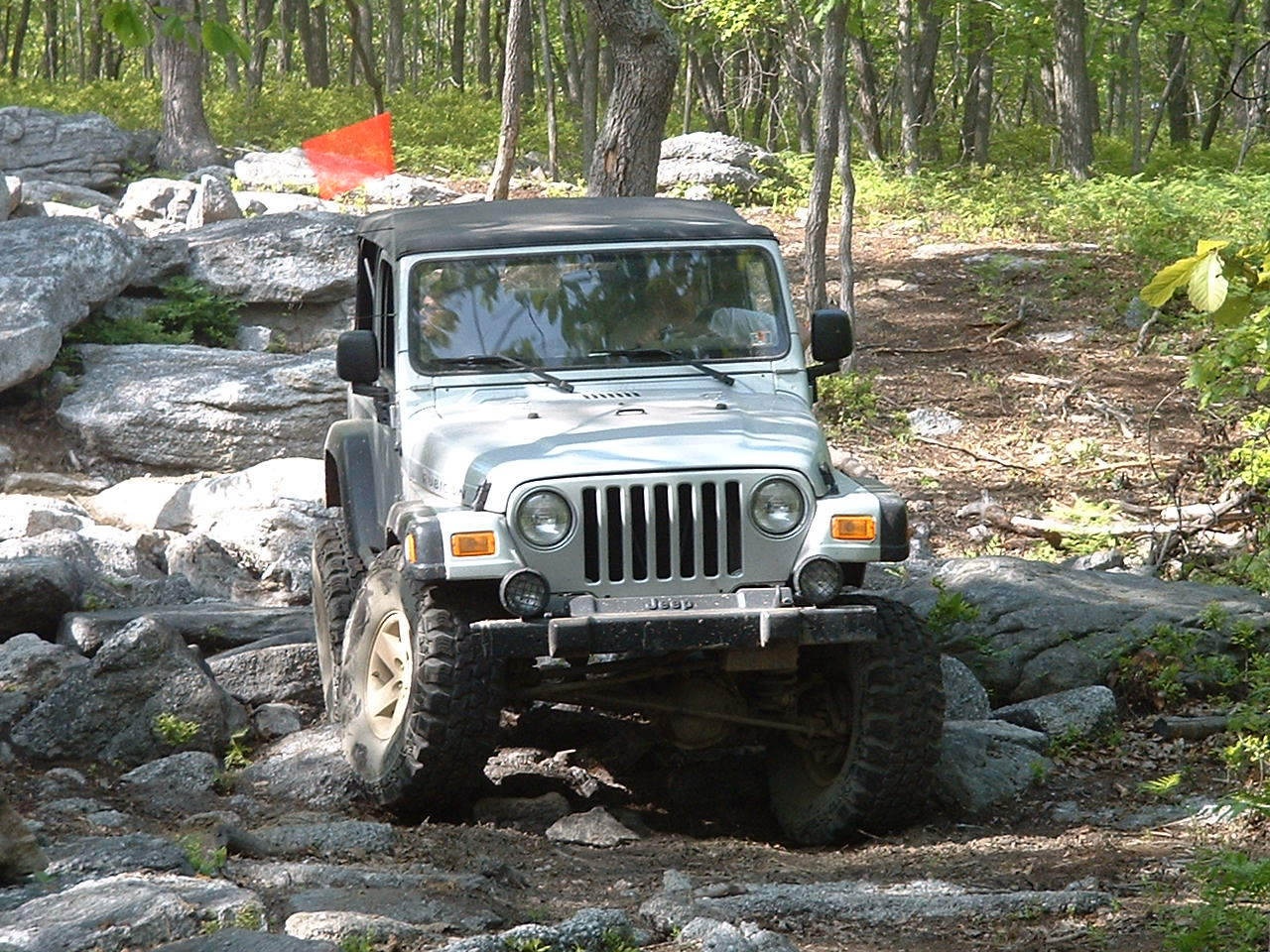
Jeep Rubicon rastejando em rocha

O Off-Road motorizado, ou não, que hoje é utilizado como esporte, lazer e terapia pelos seus praticantes, nasceu de uma necessidade de guerra. Os primeiros veículos foram criados durante a 2ª Guerra Mundial com o objetivo de penetrar e deslocar tropas e soldados em locais de difícil acesso.
Atividades off-road podem ser praticadas como lazer e também como competições organizadas.
Por meio das práticas off-road o praticante / visitante pode ter contato com vários atrativos e atividades de diferentes segmentos turísticos. O off-road agrada a públicos de sexo, renda, idade e gostos diferentes. Os segmentos turísticos mais relacionados com o off-road são:  
O “Ecoturismo é um segmento da atividade turística que utiliza, de forma sustentável, o patrimônio natural e cultural, incentiva sua conservação e busca a formação de uma consciência ambientalista através da interpretação do ambiente, promovendo o bem-estar das populações.”; O “Turismo Rural é o conjunto de atividades turísticas desenvolvidas no meio rural, comprometido com a produção agropecuária, agregando valor a produtos e serviços, resgatando e promovendo o patrimônio cultural e natural da comunidade.” O “Turismo de Sol e Praia constitui-se das atividades turísticas relacionadas à recreação, entretenimento ou descanso em praias, em função da presença conjunta de água, sol e calor.” (MinTur, 2006, p. 43). O “Turismo de Esportes compreende as atividades turísticas decorrentes da prática, envolvimento ou observação de modalidades esportivas.” E o “Turismo de aventura compreende os movimentos turísticos decorrentes da prática de atividades de aventura de caráter recreativo e não competitivo”. (definições de segmentos estabelecidas pelo Ministério do Turismo do Brasil, 2006).
Nesse aspecto fica claro que “... as formas de consumo no universo off-road extrapolam o âmbito do consumo do bem em si, carregando um caráter experiencial que potencializa a interação entre os grupos envolvidos no ato de consumo.” [...] “O consumo off-road, mesmo que para cada indivíduo tenha um significado único, será sempre coletivo. Os desafios encontrados nas trilhas e o compartilhamento, que consiste num dos pontos fundamentais do off-road, caracterizam este como um consumo coletivo por natureza.” [...] O consumo off-road possui características comuns dos esportes de aventura. Autores como Arnould e Price (1993) e Celsi, Rose e Leigh (1993) que pesquisaram esportes de aventura, ressaltam que os indivíduos buscam no risco e no contato com a natureza uma forma de fugir da “vida lá fora”. O desafio e a natureza formam o contexto que é vital para a experiência. [...] "... as relações de amizade e companheirismo complementam os elementos físicos da experiência, contudo, assumem um papel simbólico fundamental para a prática do off-road, resultando, assim, numa relação dinâmica dos temas: natureza, aventura, diversão e companheirismo". E "... esta relação [praticante x off-road] não se limita aos dias de trilha, pois envolve um universo amplo, que coloca os membros deste grupo em contato cotidiano.” (DALMORO, 2016).
Por sua natureza de "desafio" o off-road é tido como atividade de risco e requer o uso de equipamentos de proteção, basicamente, capacetes, luvas e óculos de proteção; entretanto a gama de equipamentos pode variar bastante de acordo com o tipo de atividade off road praticada.
Uma parte muito importante para seu veículo Off-Road é a manutenção, deve-se estar atento se o seu mecânico e a sua oficina oferecem suporte e segurança ao seu veículo.
A história dos veículos com tração nas quatro rodas remonta ainda ao século XIX, quando os primeiros 4×4 foram criados. No entanto, é a partir da Segunda Guerra que o jipe, após tornar-se um heróis entre os combatentes e ganhou o mundo. Com o fim da guerra, os fabricantes passaram a apostar no uso civil dos veículos 4×4. Daí para transformar-se em um esporte foi um pulo.
No Brasil, a história do off-road 4x4 tem início nos anos de 1980, com a movimentação de alguns aficcionados pelos chamados “veículos fora de estrada”, sobretudo no sudeste do País, que culminou com a fundação do Jeep Clube do Brasil, entidade de atuação destacada, responsável pela organização de grandes eventos no segmento.
Contudo, foi a partir de 1993 que o off-road foi conquistando terreno e atraindo a atenção de todos – participantes ou não – ensejando, inclusive, a realização de festivais nacionais e de um número cada vez maior de encontros regionais. Os jipes clubes se proliferaram e hoje é comum, nas cidades brasileiras dos mais diversos portes, a existência de pontos de encontro semanais de “jipeiros”.